# Klachtvereiste bij zedendelicten
Tussen 1991 en 2002 waren er enkele zedendelicten in het Nederlandse Wetboek van Strafrecht, titel XIV, die slechts na een klacht vervolgbaar waren (klachtvereiste, klachtdelict). Het betrof seksuele handelingen met minderjarigen van 12 tot 16 jaar. Het doel van dit klachtvereiste was om de minderjarigen enerzijds te beschermen en hen anderzijds het recht op seksuele ontplooiing te geven. In de praktijk betekende het klachtvereiste dat de officier van justitie bij die leeftijdscategorie geen strafrechtelijk onderzoek kon instellen naar seksuele handelingen an sich. Een klacht was daarvoor vereist, die enkel kon worden ingediend door: de minderjarige, een van de ouders, of door de Raad voor de Kinderbescherming. Middels het klachtvereiste beoogde de Nederlandse wetgever een nuance aan te brengen m.b.t. het begrip seksuele meerderjarigheid (age of consent), zodat de wetgeving beter zou aansluiten bij de (seksuele) ontwikkeling tussen de kindertijd en de volwassenheid.

## De, inmiddels gewijzigde, artikelen
Artikelen 245 en 247 beschreven het klachtvereiste.
| Artikel 245 |
| --- |
| 1. Hij die met iemand, die de leeftijd van twaalf jaren maar nog niet die van zestien jaren heeft bereikt, buiten echt, ontuchtige handelingen pleegt die bestaan uit of mede bestaan uit het seksueel binnendringen van het lichaam, wordt gestraft met gevangenisstraf van ten hoogste acht jaren of geldboete van de vijfde categorie. 2. Vervolging heeft, buiten de gevallen van de artikelen 248 en 249, niet plaats dan op klacht. 3. Tot de klacht bedoeld in het tweede lid is naast de wettelijke vertegenwoordiger in burgerlijke zaken, bedoeld in artikel 65, eerste lid, tevens bevoegd de raad voor de kinderbescherming. 4. In afwijking van het bepaalde in de artikelen 64 tot en met 66 is degene ten aanzien van wie het feit is gepleegd te allen tijde tot de klacht gerechtigd, in dier voege dat de termijn gedurende welke de klacht kan worden ingediend eindigt op de dag waarop de verjaringstermijn, bedoeld in artikel 70, eindigt. |

| Artikel 247 |
| --- |
| 1. Hij die met iemand van wie hij weet dat hij in staat van bewusteloosheid of lichamelijk onmacht verkeert, dan wel aan een zodanige gebrekkige ontwikkeling of ziekelijke stoornis van zijn geestvermogens lijdt dat hij niet of onvolkomen in staat is zijn wil daaromtrent te bepalen of kenbaar te maken of daartegen weerstand te bieden of met iemand beneden de leeftijd van zestien jaren buiten echt ontuchtige handelingen pleegt of laatst gemelde tot het plegen of dulden van zodanige handelingen buiten echt met een derde verleidt, wordt gestraft met een gevangenisstraf van ten hoogste zes jaren of geldboete van de vierde categorie. 2. Indien de in het eerste lid bedoelde persoon beneden de leeftijd van zestien jaren, twaalf jaren of ouder is, heeft vervolging, buiten de gevallen van de artikelen 248 en 249, niet plaats dan op klacht. 3. Het derde en vierde lid van artikel 245 zijn van overeenkomstige toepassing. |

## Afschaffing klachtvereiste
De Wet van 13 juli 2002 tot wijziging van het Wetboek van Strafrecht, het Wetboek van Strafvordering en de Gemeentewet (partiële wijziging zedelijkheidswetgeving) verving onder meer per 1 oktober 2002 het klachtvereiste door een hoorrecht voor - het verplicht horen van - slachtoffers. In de Tweede Kamer werd dit voorstel met algemene stemmen aangenomen, in de Eerste Kamer stemden enkel tegen: de fractie van GroenLinks, de leden Jurgens en Le Poole (beiden PvdA), en de leden Kohnstamm, Hessing en Schuyer (allen D66). Verschillende organisaties, waaronder Vereniging MARTIJN, het COC, en de NVSH, probeerden de wijziging tegen te houden.  De politie mag nu op eigen initiatief een onderzoek starten, bijvoorbeeld na een anonieme tip te hebben ontvangen.